# 밀주초등학교
밀주초등학교는 대한민국 경상남도 밀양시에 있는 초등학교다.

## 학교 연혁
- 1946. 05. 31 밀주초등학교 개교
- 1981. 03. 01 밀주초등학교 병설 유치원 개원(1학급)
- 2006. 04. 01 도지정 학교혁신 연구학교 운영
- 2013. 03. 01 아버지 참여 학교 시범학교 운영
- 2014. 03. 01 국제이해교육 연구시범학교 운영
- 2015. 02. 17 제69회 졸업(졸업생 총 11,738명)
- 2015. 03. 01 제25대 김태길 교장 부임

## 참고 자료
- 밀주초등학교 - 한국교육학술정보원 학교알리미